# Krinitz (Milow)
Krinitz ist ein Ortsteil der Gemeinde Milow, Amt Grabow im Landkreis Ludwigslust-Parchim in Mecklenburg-Vorpommern (Deutschland).

## Geografie und Verkehrsanbindung

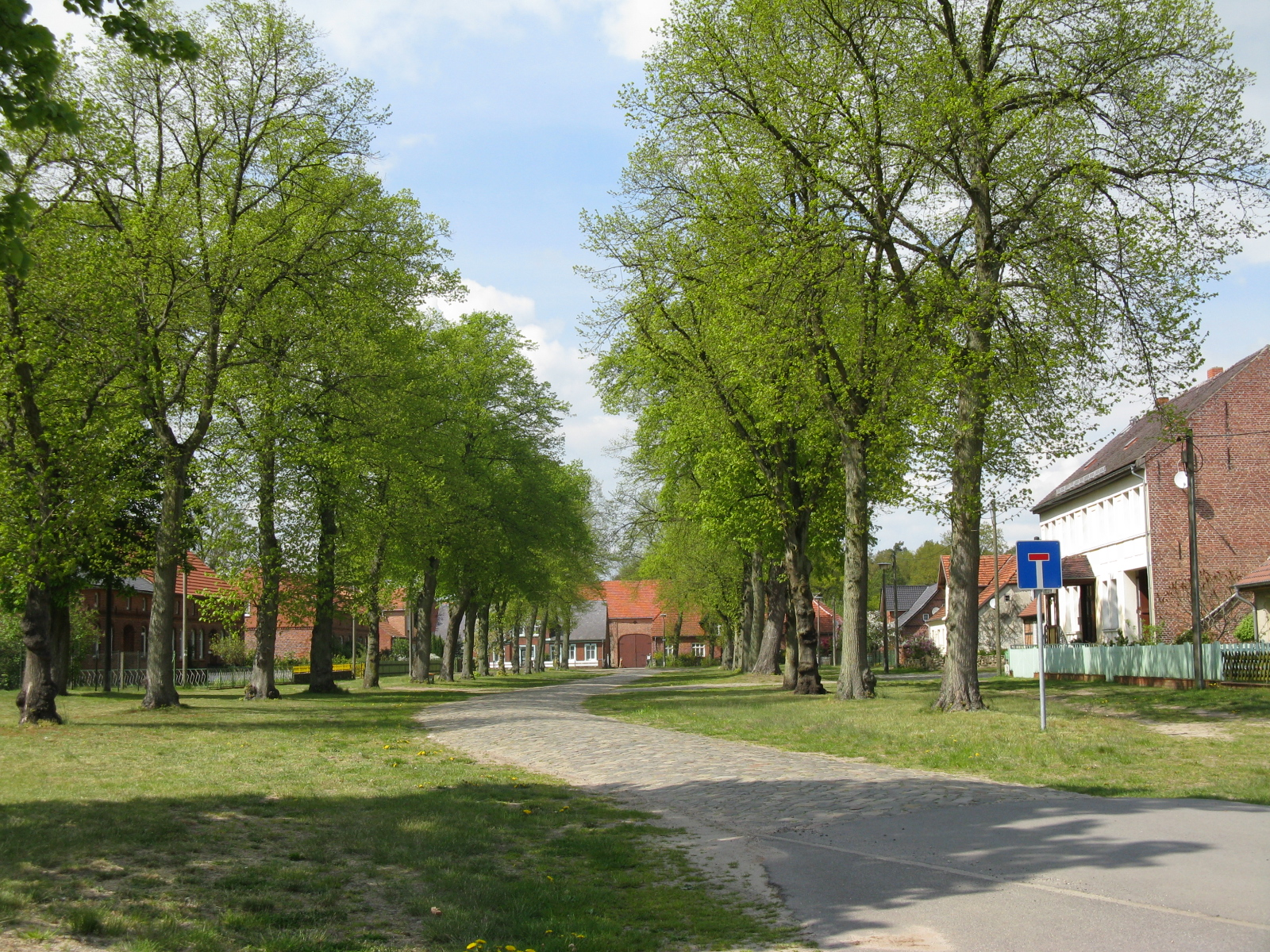
Kopfsteinpflasterstraße in Krinitz

Der Ort im Südwesten Mecklenburg-Vorpommerns grenzt im Osten an das Land Brandenburg und liegt an der Landesstraße zwischen Eldena und Lenzen. Der Meynbach umfließt den Ort vom Osten kommend, wo er nördlich von Krinitz in die Alte Elde mündet, die ihrerseits den Ort im Westen streift.

## Geschichte
Krinitz wurde 1544 erstmals als Crinitz urkundlich erwähnt. Der Ort gehört zunächst zu Brandenburg, ab dem 25. Juli 1952 zum Bezirk Schwerin. Am 1. Januar 1974 wurde Krinitz nach Gorlosen eingemeindet. Auf Initiative der Einwohner konnte eine Selbstständigkeit der Gemeinde mit dem Ortsteil Görnitz ab dem 1. Mai 1990 erreicht werden. Erst am 13. Juni 2004 erfolgte die Eingemeindung nach Milow.